# Sot
Sot je selo u Srijemu, u Vojvodini, Srbija.

## Upravna podjela
Selo pripada općini Šid.

## Stanovništvo
Prema popisu stanovništva 1910. godine Sot je imao 1.257 stanovnika od toga kao materinji jezik mađarski je govorilo 502 stanovnika, 415 hrvatski, 184 njemački, 115 slovački, 21 rusinski, 18 srpski i 2 ostali, rimokatolika je bilo 1.129 a pravoslavaca 60.
Prije srpske agresije na Hrvatsku, u Sotu je živjelo 57,62% Hrvata.  Arhivirana inačica izvorne stranice od 16. ožujka 2008. (Wayback Machine)
30. svibnja 2011. je najavljeno da će se donijeti odluka o promjeni statuta općine Šid, čime će se omogućiti uvođenje hrvatskog jezika i latiničnog pisma u službenu uporabu u naselju Sotu (40,07% Hrvata na popisu 2002.).
| Etnički sastav 2002. |            |        |
| Narod                | Stanovnika | %      |
| Srbi                 | 340        | 42,98% |
| Hrvati               | 317        | 40,07% |
| Mađari               | 33         | 4,17%  |
| Slovaci              | 28         | 3,53%  |
| Jugoslaveni          | 15         | 1,89%  |
| Rusini               | 7          | 0,88%  |
| Nijemci              | 1          | 0,12%  |
| nepoznato            | 45         | 5,68%  |

| broj stanovnika | 1202  | 1279  | 1272  | 1077  | 900   | 819   | 791   |
|                 | 1948. | 1953. | 1961. | 1971. | 1981. | 1991. | 2001. |